# Jaroslav Vogel
Jaroslav Vogel (Plzeň, 11 de gener de 1894 - Praga, 2 de febrer de 1970) va ser un director d'orquestra, compositor i escriptor txec. Va ser director principal de l'Orquestra Filharmònica de Brno (1959-1962).
Primer va ser director a la seva nativa Plzeň (1914-1915) i a Ostrava (1919-1923), retornant com a director titular des de 1927 fins a 1943. Va dirigir a Praga entre 1923 i 1927. Era conegut per la realització d'òperes de Janáček, Smetana, i Novák. Va ser l'autor de 4 òperes.
Va escriure una extensa biografia de Janáček.